# Paperback Writer
1966. június 10-én (az Egyesült Államokban már május 30-án) jelent meg a Beatles Paperback Writer című dala az azonos című kislemezen. (A lemez B oldalán a Rain című dal hallható.)
A dal az Egyesült Királyságban, az Amerikai Egyesült Államokban, az NSZK-ban és Ausztráliában is első lett a listákon. Ez volt a zenekar első kislemeze, melynek témája nem érintette a szerelmet. Az amerikai Billboard listáját két hétig vezette, de nem megszakítás nélkül (Frank Sinatra Strangers in the Night című dala miatt).
A Paperback Writer volt az egyik utolsó új dal, amit a Beatles koncerten előadott, az 1966-os turnén szerepelt.
Bár nem jelent meg eredeti Beatles-albumon, több válogatásra is felkerült:
- A Collection of Beatles Oldies (1966)
- Hey Jude (1970)
- The Beatles 1962-1966 (Red Album) (1973)
- Past Masters, Volume Two (1988)
- 1 (2000)

## A hangszerelés
A dalt 1966. április 13-án és 14-én vették fel a londoni Abbey Road Studios 3. stúdiójában, összesen tizenegy óra alatt. A hangszerelés legfeltűnőbb része a basszusgitár előtérbe kerülése. McCartney a hegedűformájú Höfner helyett Rickenbacker basszusgitárt használt, melynek élesebb, tömörebb hangszíne volt. A hangszín módosításához erősítőjének hangját egy második hangszóróval mikrofonozta be, a simább hangzás érdekében a magas hangokat kompresszorral vágta le. Az amerikai zenészek – például Otis Redding és Wilson Pickett – már régóta elég erős basszushangot használtak, így a Beatlesnek is fel kellett vennie velük a versenyt. Az első dal, amiben McCartney szólama előtérbe kerül, az 1965-ös Rubber Soulon megjelent Drive My Car.
A dal a mod stílus területére tett kirándulás: a torzított gitárhang, a magas énekharmóniák, a pufogó dobhang és a csörgődob miatt nagyon hasonlít a The Who korabeli hangzásához. Különleges a szalagos visszhanggal ellátott refrén és az ebből kialakuló riff, ami a következő versszakba vezet át.

## A szöveg
McCartneytól egyik nagynénje azt kérte, hogy írjon egy dalt, ami nem a szokványos férfi-nő kapcsolatról szól. Jimmy Savile rádiós műsorvezető azt mondta, hogy az ötletet az adta, amikor McCartney látta, hogy Ringo Starr egy könyvet olvas. „Ránézett és kijelentette, hogy dalt fog írni egy könyvről.”
A dalszöveg egy levél formáját követi, amit egy kezdő író küldött a kiadójának. Az írónak mindenképp szüksége van munkára, és írt egy könyvet „egy Lear nevű emberről” („a man named Lear”). Ez Edward Lear viktoriánus festőre vonatkozik, aki nonszensz verseket és dalokat írt (ezek John Lennon kedvencei közé tartoztak, bár Lear sosem írt regényt). A Daily Mailt Lennon szokta olvasni, gyakran ott volt a stúdióban, amikor dalokat írtak.
Attól eltekintve, hogy a dal témája valami új legyen, McCartney céljai között az is szerepelt, hogy olyan zenét írjon egy dalhoz, melyben egyetlen akkord ismétlődik. Egy korabeli interjúban ezt mondta: „John és én olyan dalokat akarunk írni, melyekben csak egy hang ismétlődik, úgy, mint a Long Tall Sallyben. A The Word már majdnem ilyen.” A Paperback Writerrel ez majdnem sikerült is: minden verze G-ben van, de a végük C-n. A második versszak alatt Lennon és Harrison a „rendes” vokál helyett a Frère Jacques című gyerekdalt énekli.

## A „hentesborító”
Az Egyesült Királyságban a kislemez a híres-hírhedt „hentesborítóval” jelent meg, melyen a Beatles hentesruhákban, húscafatokkal és műanyag babákkal látható. Ezt a képet használták az USA-ban megjelent Yesterday and Today című albumhoz is. Mivel Amerikában a kép közfelháborodást keltett, hamarosan lecserélték. Az amerikai kiadás új borítóján koncerteken készült képek láthatóak. John Lennon és George Harrison képét tükrözték, ezért úgy tűnik, mintha balkezesek lennének.

## Közreműködők
- Paul McCartney – ének, basszusgitár
- John Lennon – vokál, ritmusgitár
- George Harrison – vokál, szólógitár
- Ringo Starr – dob, ütőhangszerek, csörgődob

### Produkció
- Geoff Emerick – hangmérnök
- George Martin – producer